# National Earthquake Prediction Evaluation Council
El National Earthquake Prediction Evaluation Council (NEPEC, Consejo Nacional de Evaluación de Predicciones de Terremotos) asesora al Director del Servicio Geológico de los Estados Unidos en materia de predicción de terremotos e investigaciones científicas relacionadas. Fue creado en 1980 en virtud de la Ley de Reducción de Riesgos Sísmicos (Earthquake Hazards Reduction Act) de 1977.
El Consejo tiene entre ocho y doce miembros, nombrados por el director del USGS, todos los cuales "deberán ser expertos en las disciplinas científicas que inciden en la predicción de terremotos u otras disciplinas relevantes..." Hasta la mitad de los miembros pueden ser funcionarios federales; el presidente (designado por el director) deberá no ser empleado del USGS.  (Los miembros actuales aparecen en la lista presentada en la página web del Consejo.)
El NEPEC es, de hecho, el panel de expertos pre-designado que puede citarse a la brevedad para evaluar advertencias de desastres geológicos inminentes y asesorar a las autoridades públicas responsables. Evita el caso de un científico solitario y desconocido tratando de determinar qué hacer para prevenir un desastre.